# هانس وندرليش
هانس وندرليش هو صحفي وسياسي ألماني، ولد في 18 يونيو 1899 في ميونخ في ألمانيا، وتوفي في 26 ديسمبر 1977 في أوسنابروك في ألمانيا. نشط حزبياً في الحزب الديمقراطي الاجتماعي الألماني.